# Сыграй мне перед смертью
«Сыграй мне перед смертью» (англ. Play Misty for Me) — психологический триллер 1971 года, режиссёрский дебют Клинта Иствуда.

## Сюжет
Дэйв Гарвер работает диск-жокеем на радиостанции в калифорнийском городе Кармел, где он ведет ночные эфиры и часто использует поэзию в своих радиопрограммах. Однажды после работы он направляется в свой любимый бар и играет с барменом в бессмысленную игру с использованием крышек и пробок, за которой наблюдает женщина по имени Эвелин Дрейпер. Она знакомится с Дэйвом, который отвозит ее домой и она признается, что знакомство с Гарвером не было случайным: она узнала о баре, так как Дэйв часто упоминал его в своих передачах. Он догадывается, что именно Эвелин звонит ему в эфир и просит поставить композицию Эррола Гарнера «Misty». После этого они занимаются сексом.
Дэйв говорит Эвелин, что не собирается заводить с ней отношений, но Эвелин игнорирует его слова. Она появляется в его доме без приглашения, преследует его на работе и постоянно звонит с требованиями не оставлять ее в одиночестве. Последней каплей становится появление Эвелин на бизнес-встрече Дэйва, которая принимает его бизнес-партнершу за женщину, с которой он встречается и сделка срывается.
Попытки Дэйва мягко свернуть общение с Эвелин приводят к тому, что она вскрывает себе вены у него дома. После того, как Гарвер снова отвергает ее, Эвелин проникает в его дом, устраивает там погром и нападает на домработницу Дэйва с ножом, которая получает множество тяжелых ран и попадает в больницу. Полиция арестовывает Эвелин и отправляет ее в психиатрическую лечебницу.
Пока Эвелин находится на принудительном лечении, Дэйв снова начинает встречаться с бывшей подругой Тоби Уильямс. Спустя несколько месяцев Эвелин снова звонит ему на радио и просит поставить для нее «Misty». Она уверяет Гарвера, что прошла курс лечения и уезжает на Гавайи, где нашла новую работу. При этом она цитирует стихотворение Эдгара По «Аннабель Ли». Той же ночью Эвелин проникает в дом Дэйва, когда тот спит и пытается убить его ножом. Ему удается помешать Эвелин, но у нее получается сбежать. После этого Гарвер обращается в полицию.
Дэйв рассказывает Тоби про Эвелин и советует ей не общаться с ним, пока ту не поймают, на что Тоби соглашается. Когда она возвращается домой, то встречает Эвелин, которая выдает себя за откликнувшуюся на объявление Тоби о поиске соседки для съема жилья клиентку и использует псевдоним Аннабель. Тем же вечером Тоби догадывается, что Аннабель и есть Эвелин, когда замечает свежие шрамы на ее запястьях, но Эвелин берет ее в заложники прежде чем она успевает сбежать. Затем Эвелин убивает сержанта МакКалума, приехавшего по просьбе Дэйва проверить, все ли в порядке с Тоби.
В то же время Гарверу становится ясно, что соседка Тоби по дому на самом деле Эвелин, так как он обнаружил в своей библиотеке книгу стихов Эдгара По с тем стихотворением, что цитировала Эвелин. Он звонит Тоби, чтобы предупредить ее об опасности, но трубку берет Эвелин, которая говорит, что они с Тоби ждут его. Дэйв переключается с прямого эфира на записанную трансляцию и мчится к дому Тоби, где он обнаруживает ее связанной и заклеенным ртом. Когда Дэйв пытается освободить Тоби, появляется Эвелин и набрасывается на него с мясницким ножом, нанося ему несколько ран. Раненый Дэйв ударяет Эвелин кулаком в лицо, отчего она разбивает своим весом стекло и падает с балкона дома вниз, разбиваясь насмерть о скалы. Затем он с Тоби выходит на балкон и в этот момент голос Гарвера из записанной радиопрограммы говорит о том, что сейчас для Эвелин в эфире прозвучит композиция «Misty».

## В ролях
- Клинт Иствуд — Дэйв Гарвер
- Джессика Уолтер — Эвелин Дрейпер
- Донна Миллз — Тоби Уильямс
- Джон Ларч — сержант Маккаллум
- Джек Джинг — Фрэнк
- Ирен Хервей — Мэдж
- Джеймс МакИчин — Эл Монте
- Клариса Тейлор — Бердж
- Дон Сигел — Мерфи

## Создание
Съёмка фильма заняла 21 день. Концертные сцены были отсняты на джазовом фестивале в Монтерее.
Центральной музыкальной темой фильма выступает пьеса Эрролла Гарнера «Misty».

## Отзывы
Фильм получил в основном положительные отзывы с рейтингом 85 % на Rotten Tomatoes на основе 40 обзоров. По мнению критиков сайта, «хладнокровно расчетливый психологический триллер, которому удается напугать аудиторию, даже если он просто использует острые ощущения из учебника».
Роджер Эберт писал: «„Сыграй мне перед смертью“ не является художественным эквивалентом „Психо“, но в деле собрать аудиторию на ладони, а затем сильно сжать, это высшее достижение».
Критики, такие как Джей Кокс в Time, Эндрю Саррис в Village Voice и Арчер Уинстен в New York Post, высоко оценили режиссерские способности Иствуда и фильм, в том числе его игру в сценах с Уолтером.
Артур Д. Мерфи из Variety назвал его «часто захватывающим саспенсером», «когда он не служит чрезмерным рассказом о путешествиях по полуострову Монтерей». Он также похвалил отличный кастинг.
Наблюдатели отметили, что действия Уолтерса согласуются с диагнозом пограничного расстройства личности, такого как нестабильное настроение, хаотичные межличностные отношения, крайне импульсивное поведение, членовредительство и сильный страх быть брошенным.